# Leonzio I di Gerusalemme
Leonzio I o Leone I (IX secolo – X secolo) è stato patriarca di Gerusalemme nella prima parte del X secolo.
Secondo la cronotassi ufficiale contemporanea, è stato in carica dal 912 al 929; secondo la cronotassi dei Padri Benedettini, dall'aprile 911 per diciassette anni fino al 927 o 928; infine, Gil riporta l'indicazione di Eutichio secondo cui sarebbe stato incoronato durante il terzo anno di regno del califfo al-Muqtadir, ovvero nel 910. Gli anni del suo patriarcato cadono durante il ritorno della dominazione di Baghdad in Palestina, tra i governi dei Tulunidi e degli Ikhshididi.